# بهاراتی آچرکار
بهاراتی آچرکار (به انگلیسی: Bharati Achrekar) بازیگر هندی است.
از فیلم‌های معروف او می‌توان به بازی در فیلم پسران هندی، دل همچنان هندوستانی است، اراذل، قاتل، خدا، عروسی پنجابی پاتل، چشم بد دور، فساد اداری و دوست اشاره کرد.